# BMW GS
Pour les articles homonymes, voir GS.

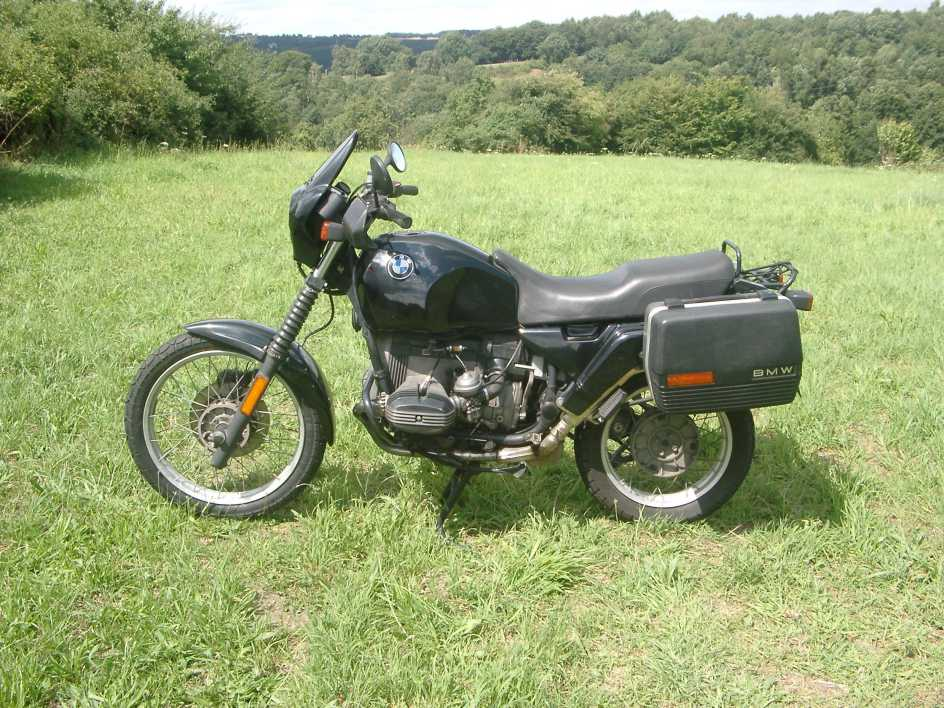
Une R80 GS.

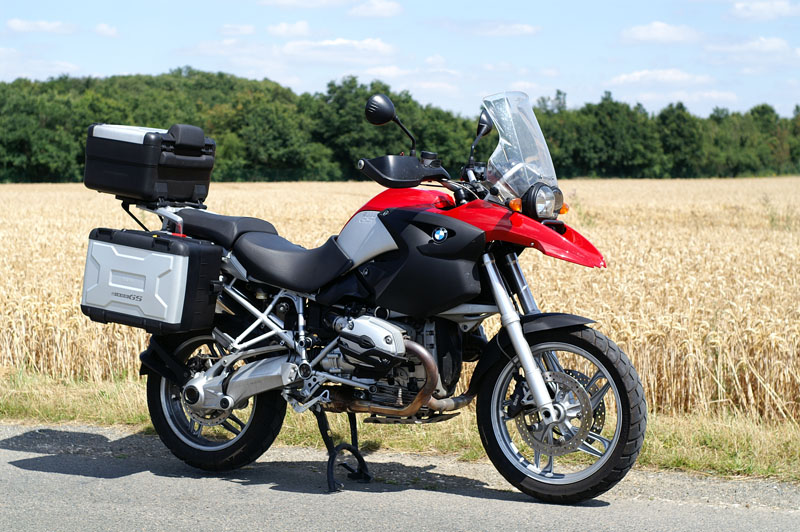
Une R 1200 GS.

La dénomination GS représente la gamme trail chez BMW. GS signifie geländSport, ce qui se traduire par « sport hors route »  (pour les R 80 G/S de 1980 G/S signifiait Gelände / Straße pour « tout-terrain / route »). L'engagement de la firme bavaroise dans les compétitions tout-terrain est ancienne, puisqu'elle remonte aux années 1930. Mais il faut attendre la fin des années 1970 pour que les dirigeants envisagent de mettre sur le marché des modèles dérivés des prototypes utilisés en compétition. La force de BMW est d'avoir su proposer un trail bicylindre, alors que la concurrence n'offrait à l'époque que des petits monocylindres. Associé à la classique transmission par cardan, la GS s'est rapidement imposée comme une moto capable d'emmener ses passagers et leurs valises à l'autre bout de la Terre, et dans un grand confort.
La gamme G/S débute en 1980 avec l'apparition de la R 80 G/S. Elle est remplacée en 1987 par la gamme GS composée de la R 80 GS et de la R100 GS , alors que la R 65 GS garde totalement la base de l'ancienne R 80 G/S avec simplement un moteur de plus faible cylindrée. La fin des années 1990 et le début des années 2000 voient successivement apparaître les R850, R1100, R1150 et R1200GS. Ce début de siècle marque aussi l'ouverture de la firme à la jeune clientèle, avec la F650GS, puis la F800GS.
En 2005, une version plus extrême de la 1200 apparaît : la HP2 Enduro.